# Stadio Tre Fontane
Das Stadio Tre Fontane ist ein Fußballstadion in der italienischen Hauptstadt Rom. Die Anlage ist mit zwei Tribünen aus Beton ausgestattet und verfügt über eine Gesamtkapazität von 4000 Zuschauern auf Sitzplätzen. Bis 2011 war das Stadion die Heimspielstätte von Rugby Roma Olimpic. Seit 2018 trägt die Frauenfußballmannschaft der AS Rom ihre Heimspiele im Stadio Tre Fontane aus.

## Geschichte
Die Anlage befindet sich am westlichen Ende des gleichnamigen Sportkomplexes, der für die Olympischen Sommerspiele 1960 in Rom errichtet und 1959 eingeweiht wurde. Der Komplex umfasst eine Fläche von ca. 170.000 Quadratmetern und wurde vom Architekten Maurizio Clerici entworfen. Die Wahl des Standortes im Süden Roms war dahingehend begründet, dass man während der Spiele den nördlichen Teil der Stadt entlasten wollte. Während der Olympischen Spiele diente das Stadion als Wettkampfstätte für die Hockeyspiele. Danach wurde der Komplex, bis in die frühen 1980er Jahre, als Trainingsgelände von den Jugendmannschaften der AS Rom genutzt. Als der Verein ein neues Trainingsgelände errichtete und die Jugendmannschaften fortan dort trainierten, wurde das Stadio Tre Fontane die neue Heimspielstätte von Rugby Roma Olimpic. 2011 wurde der Verein wegen Schulden von der Meisterschaft jedoch ausgeschlossen und nutzte das Stadion nicht mehr. Zur Saison 2016/17 trug die American-Football-Mannschaft von Lazio Rom ihre Heimspiele im Stadio Tre Fontane aus. Seit der Gründung der Frauenfußballmannschaft der AS Rom im Jahr 2018 wird das Stadion wieder regelmäßig genutzt.